# Marco Popilio Lenate (console 359 a.C.)
Marco Popilio Lenate (fl. IV secolo a.C.) è stato un senatore e militare romano.

## Biografia
Appartenente alla plebe, fu console a Roma nell'anno 359 a.C. (secondo la Cronologia Varroniana) avendo come collega Gneo Manlio Capitolino Imperioso. In  qualità di console sconfisse un esercito di Tiburtini, che si erano avvicinati a Roma, con l'intento di sferrare un attacco a sorpresa. Verso il termine del suo mandato i tarquiniesi invasero i territori romani al confine con i territori Etruschi (Tito Livio, Ab Urbe condita libri, VII, 12). 
Fu eletto console per la seconda volta nel 356 a.C. insieme al collega console Marco Fabio Ambusto. Popilio guidò la vittoriosa campagna militare contro i Tiburtini.
Fu eletto console per la terza volta nel 350 a.C. insieme al collega console Lucio Cornelio Scipione. A Popilio fu affidato il comando unificato della campagna contro i Galli, poiché il suo collega era caduto malato.
I romani condotti da Popilio, seppur ferito ad una spalla, ebbero la meglio sui Galli in virtù della loro superiore organizzazione militare. Per questo successo, Popilio ottenne il trionfo a Roma.
(Tito Livio, Ab Urbe condita, VII, 3, 24)
Nel 348 a.C. fu eletto console assieme a Marco Valerio Corvo. 
Durante questo consolato fu stipulato il secondo trattato tra Roma e Cartagine.